# Ерик Лустбадер
Ерик Лустбадер (на английски: Eric Van Lustbader) е американски писател на бестселъри в жанра шпионски трилър и научна фантастика/фентъзи.

## Биография и творчество
Ерик Лустбадер е роден на 24 декември 1946 г. в Гринуич Вилидж, Ню Йорк, САЩ. От малък развива интерес към изкуствата и особено към писмената му форма. Живее в съседство с актрисата Лорън Бакол и се състезава във „Washington Square Park“ с Кийт и Дейвид Карадайн. Учи в училище „The City & Country“ в Грийнуич Вилидж, за което той казва: „Аз научих всички важни уроци, които ще ми останат за цял живот.“
Лустбадер завършва гимназия „Stuyvesant“ в Ню Йорк и Колумбийския университет с магистърска степен по социология. Преподава в различни начални училища и детски градини в Ню Йорк, където прави изключително успешна кариера. Почти петнадесет години Лустбадер работи и в музикалния бизнес към компаниите „Elektra Records“, „CBS Records“. Той пише в списание „Cash Box“, като е първия в САЩ писал за Елтън Джон и предвижда неговия успех. Също така пише за Карлос Сантана, Рокси Мюзик, Джими Хендрикс, Дейвид Бауи, група „Ху“, и др. Има много приятели сред музикалните среди.
Паралелно с другите си дейности през 70-те години Лустбадер започва да пише романи. Първият му роман „The Sunset Warrior“ (Войнът на залеза), публикуван през 1977 г., е в жанра научна фантастика. Той е началото на серията „Sunset Warrior“, в който действието се развива в обществото на оцелял след Холокоста голям подземен град, в една смес от остри мечове, магия, секс и насилие.
Големият успех на Лустбадер идва с романа „Нинджа“ публикуван през 1979 г. Романът се задържа 22 седмици в списъка на бестселърите на „Ню Йорк Таймс“. В него герой е Никълъс Линеър, бял нинджа, който се бори с триадите и други врагове. Романът е съчетание на ориенталски мистицизъм с бойни изкуства, приключения и секс, и съдържа много магически елементи. Той е началото на серия от още пет романа за популярния герой.
След налагането си на пазара през 1979 г. Лустбадер решава да се посвети изцяло на писателското си поприще. Започва да пише и самостоятелни романи, като голяма част от тях са свързани с Япония и източната култура.
През 1986/1988 г. издава кратката серия за „Джейк Мейрък“, а през 2001/2004 г. фентъзи поредицата „Pearl Saga“.
След смъртта на писателя Робърт Лъдлъм, Лустбадер е нает от наследниците му да напише продължения на серията романи за Джейсън Борн. Първият роман от новата серия бестселъри „Наследството на Борн“ (2004) продължава и актуализира с нови герои приключенията на известния международен убиец борещ се правдата. През 2012 г. режисьорът Тони Гилрой заснема едноименния филм по романа с участието на Джеръми Ренър, Рейчъл Уайз, Едуард Нортън, Скот Глен и др.
През 2008 г. Лустбадер стартира новата си серия „Джак Макклюр/Али Карсън“ с романа „Дъщерята на президента“. В нея герои са бившия топагент на АТФ Джак Макклюр и своенравната дъщеря на президента Али Карсън.
Той е автор и на редица разкази и сценарии.
Романите му са преведени на повече от двадесет езика, много от неговите книги са бестселъри в световен мащаб.
От 1982 г. е женен за съпругата си Виктория Лустбадер и живее с нея в Лонг Айлънд (South Fork) и Ню Йорк. В свободното си време, Ерик Лустбадер участва в Попечителския съвет и изпълнителния комитет на училището в Гринуич Вилидж, и поддържа ценната си колекция от японски кленове и букови дървета. Запленен от японската култура той е второ ниво майстор по „Рейки“.
Виктория Лустбадер Архив на оригинала от 2013-01-31 в Wayback Machine. (1947), е от семейство на литовски и руски емигранти. Тя тринадесет години е редактор в издателство „Harper and Putnam“, а след омъжването си е известно време е редактор на свободна практика, и седем години набира средства и е член на УС на „The Nature Conservancy“. През 2001 г. решава и тя да се отдаде на писателска кариера. През 2006 г. излиза романа и „Hidden“, през 2008 г. „Stone Creek“, а през 2013 г. „Approaching the Speed of Light“.

## Произведения

### серия „Sunset Warrior“
1. The Sunset Warrior (1977)
2. Shallows of Night (1978)
3. Dai-San (1978)
4. Beneath an Opal Moon (1980)
5. Dragons on the Sea of Night (1997)

### Самостоятелни романи
- Сирените на Холивуд, Sirens (1981)
- Заговорът „Черно сърце“, Black Heart (1983)
- Документът Катей, Zero (1987)
- Френска целувка, French Kiss (1989)
- Операция „Бялата звезда“, Angel Eyes (1991)
- Batman: The Last Angel (1992) – комикс
- Черният кинжал, Black Blade (1993)
- Близнаците Бонита, Dark Homecoming (1997)
- Експериментът, Pale Saint (1999)
- Art Kills (2002)
- Any Minute Now (2016)

### серия „Никълъс Линеър /Нинджа“ (Ninja)
1. Нинджа, The Ninja (1980)
2. Мико, The Miko (1984)
3. Белият нинджа, White Ninja (1990)
4. Завръщането на нинджата, The Kaisho (1993)
5. Нинджа срещу Плаващия град, Floating City (1994)
6. Двойникът на нинджата, Second Skin (1995)
7. The Death and Life of Nicholas Linnear (2014)
8. The Oligarch's Daughter (2016)

### серия „Джейк Мейрък“ (China Maroc)
1. Владетелят, Jian (1986)
2. Наследникът, Shan (1988)

### серия „Pearl Saga“
1. The Ring of Five Dragons (2001)
2. The Veil of a Thousand Tears (2002)
3. The Cage of Nine Banestones (Mistress of the Pearl) (2004

### серия „Борн“ – продължение по романите наРобърт Лъдлъм
1. Наследството на Борн, The Bourne Legacy (2004)
2. Предателството на Борн, The Bourne Betrayal (2007)
3. Присъдата на Борн, The Bourne Sanction (2008)
4. Заблудата на Борн, The Bourne Deception (2009)
5. Целта на Борн, The Bourne Objective (2010)
6. Господството на Борн, The Bourne Dominion (2011)
7. Императивът на Борн, The Bourne Imperative (2012)
8. The Bourne Retribution (2013)
9. The Bourne Ascendancy (2014)
10. The Bourne Enigma (2016)
11. The Bourne Initiative (2017)
12. The Bourne Nemesis (2018)

### серия „Джак Макклюр / Али Карсън“
1. Дъщерята на президента, First Daughter (2008)
2. Кървав сняг, Last Snow (2010)
3. Blood Trust (2011)
4. Father Night (2012)
5. Beloved Enemy (2012)

### серия „Завещание“ (Testament)
1. Пазителят на евангелието, The Testament (2006)
2. The Fallen (2017)
3. Four Dominions (2018)

### Разкази
- In Darkness, Angels (1983)
- The Devil on Myrtle Ave (1995)
- Lassorio (1995)
- The Singing Tree (1995)
- 16 Mins. (1996)
- An Exaltation of Termagants (1999)

### Новели
- The Other Side of the Mirror (2017)
- Taking the Veil (2018) – с Джудит Ан Джанс

### Антологии включващи разкази на Ерик Лустбадер
- David Copperfield's Beyond Imagination (1982)
- Peter S Beagle's Immortal Unicorn (1984)
- David Copperfield's Tales of the Impossible (1995)
- Excalibur (1995)
- Murder by Revenge (1996)
- Vampires (1997)
- 999 (1999)
- Thriller (2006)
- Women of the Night (2007)

### Екранизации
- 2012 – Наследството на Борн – филм – с Джеръми Ренър, Рейчъл Уайз и Едуард Нортън